# Heterologie
Heterologie ist eine Substantivbildung zum Adjektiv heterolog (bzw. heterologisch). Der zugrundeliegende griechische Wortstamm hetero findet sich in der Bedeutung „anders“ innerhalb unterschiedlicher Fachgebiete (vgl. auch heterogen). Heterologie bzw. heterolog gilt in diesem Zusammenhang insbesondere als ein medizinischer Terminus.

## Medizin und Biologie
Das Adjektiv heterolog (engl.: heterologous) bezeichnet in der Medizin „in Form oder Funktion nicht übereinstimmend“, im biologischen Sinne auch „artfremd“ (xenogen). Ist beispielsweise der Spender einer Samenspende nicht der Ehemann oder Partner einer festgefügten Partnerschaft, wird das Verfahren auch als heterologe Insemination bezeichnet.

## Logik
Grelling und Nelson bauten auf dem Kunst-Adjektiv heterologisch das nach ihnen benannte semantische Paradoxon auf: die Grelling-Nelson-Antinomie. Ein Wort sei heterologisch, wenn es nicht selbst die durch dieses Wort beschriebene Eigenschaft hat. Beispielsweise ist das Adjektiv „einsilbig“ heterologisch, weil es eben aus mehr als einer Silbe besteht.
Die meisten Wörter sind heterologisch. Die Frage, ob das Wort „heterologisch“ selbst heterologisch ist, lässt sich nicht ohne logischen Widerspruch beantworten (ausführlich siehe Grelling-Nelson-Antinomie).